# Rubén Piedrahíta
José Rubén Piedrahíta Arango (Yarumal, 19 de junio de 1908 - Bogotá, 22 de agosto de 1979) fue un militar, ingeniero, administrador de empresas, diplomático y político colombiano.
Piedrahíta alcanzó el grado de contraalmirante en la Armada Nacional de Colombia. Fue miembro del gobierno de facto del general Gustavo Rojas Pinilla, siendo ministro de obras públicas de la dictadura militar entre 1954 y 1957. Bajo su ministerio, Colombia sufrió una acelerada transformación en materia de infraestructura, gracias a las obras que promovió el general Rojas, como el Aeropuerto el Dorado.
Integró como miembro del Estado Mayor de las Fuerzas Militares colombianas la Junta Militar de gobierno, la cual asumió la presidencia interina de Colombia entre el 10 de mayo de 1957 y el 7 de agosto de 1958, luego de la renuncia del general Rojas. Asumió brevemente la presidencia entre el 2 y el 3 de mayo de 1958, tras un fallido golpe de Estado en el que fueron apresados sus compañeros de junta. 
Fue miembro de la Sociedad Colombiana de Ingenieros y de la Sociedad Colombiana de Arquitectos de Chile. Fue también miembro de la Sociedad Bolivariana de Colombia y visitó 43 países.

## Biografía
José Rubén Piedrahíta Arango nació en Yarumal, Antioquia, el 19 de junio de 1908. La calle de su nacimiento era conocida comúnmente como "Calle de los Rivera". Su padre falleció cuando Rubén tenía 3 años, ya que era un hombre de edad media, y pasó al cuidado de sus tíos maternos.
Piedrahíta inició sus estudios primarios en la actual Escuela Pedro Pablo Betancur; luego pasó a un colegio militar regentado por Emilia Madrigal, para luego pasar al colegio de San Luis de los hermanos lasallistas, y finalmente se graduó como bachiller del Colegio de La Salle de Medellín en 1926.
En 1932 terminó estudios en la Escuela Nacional de Minas de Medellín, obteniendo el título de ingeniero civil y de minas. Ingresó a la Escuela Militar en 1932, empezando su carrera en la Armada Nacional de Colombia, donde se graduó como Teniente de corbeta en 1936. Entre 1937 y 1939, estudió y recibió entrenamiento en la Armada Real Británica.
Como oficial naval ocupó los cargos de segundo comandante y comandante de la nave "ARC Antioquia", comandante de la base fluvial del "ARC Barranquilla", comandante de base naval del "ARC Bolívar", director general de la Marina y agregado naval a la embajada de Colombia en Washington. 

### Ministro de Obras Públicas de Colombia (1954-1957)
El gobierno de Gustavo Rojas Pinilla lo designó gerente del Instituto de Crédito Territorial, en 1953 
El 7 de agosto de 1954, luego de cumplido el período presidencial, y con la reelección del general Rojas para el período 1954-1958, Piedrahíta pasó a ser ministro de obras públicas de la dictadura. Bajo su gestión, el general Rojas implementó un ambicioso programa de infraestructura a nivel nacional.

#### CAN

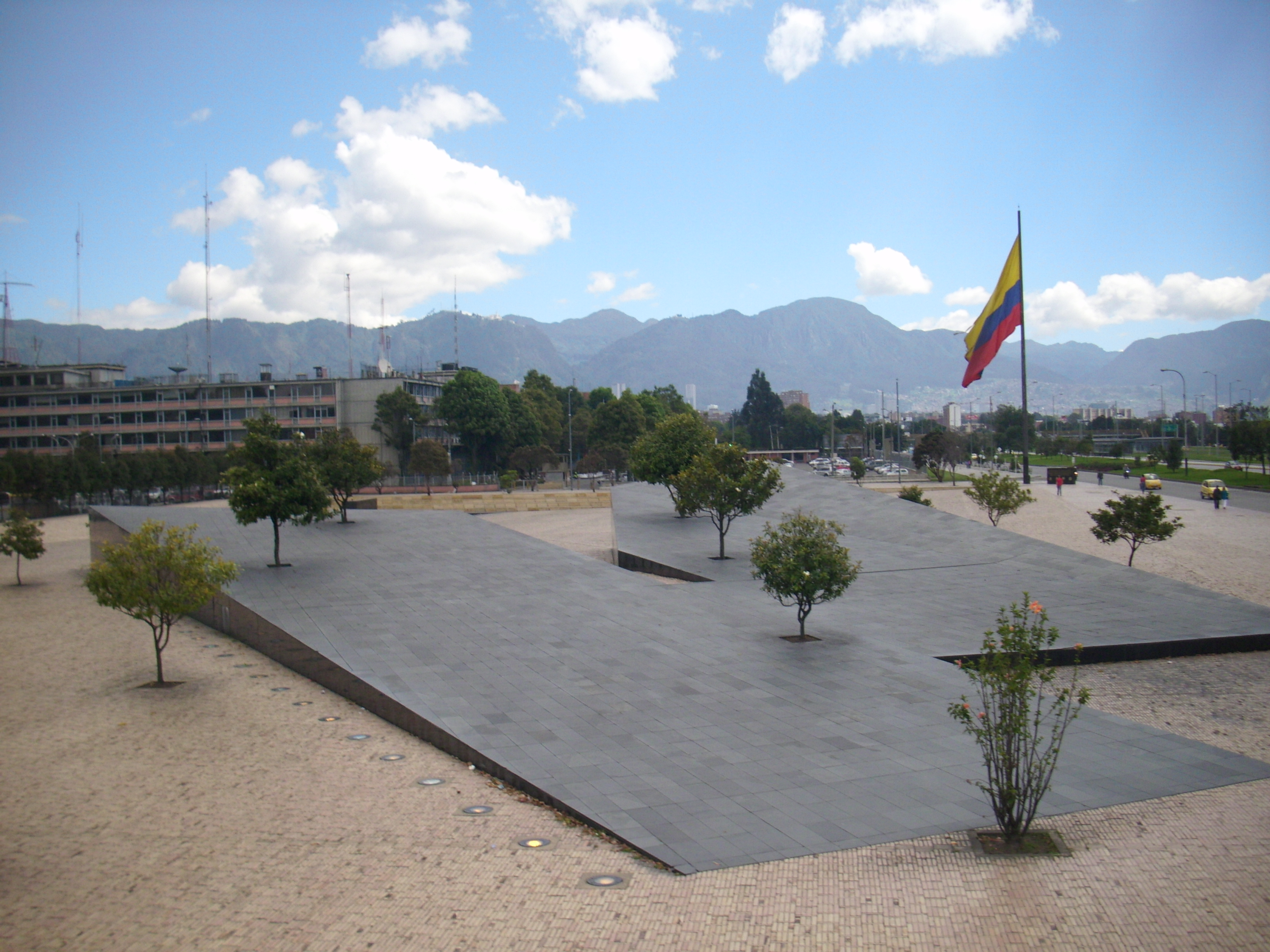
Vista aérea del Monumento a los Caídos, CAN.

En 1954 iniciaron los trabajos del complejo gubernalmental llamado actualmente CAN (Centro Administrativo Nacional). Si bien el proyecto databa de los años 40, su concepción final se desarrolló durante la dictadura militar. El complejo se inauguró en 1962, bajo la presidencia de Alberto Lleras Camargo, y en él se encuentran las sedes de los Ministerios de Defensa, Transporte, Educación, la Escuela Superior de Administración Pública (ESAP), Universidad Nacional de Colombia, Policía Nacional, Indumil, Instituto Colombiano de Bienestar Familiar (ICBF), Departamento Administrativo Nacional de Estadística (DANE), Registraduría Nacional y el Sistema de Medios Públicos, entre otras. 

#### Aeropuerto El Dorado

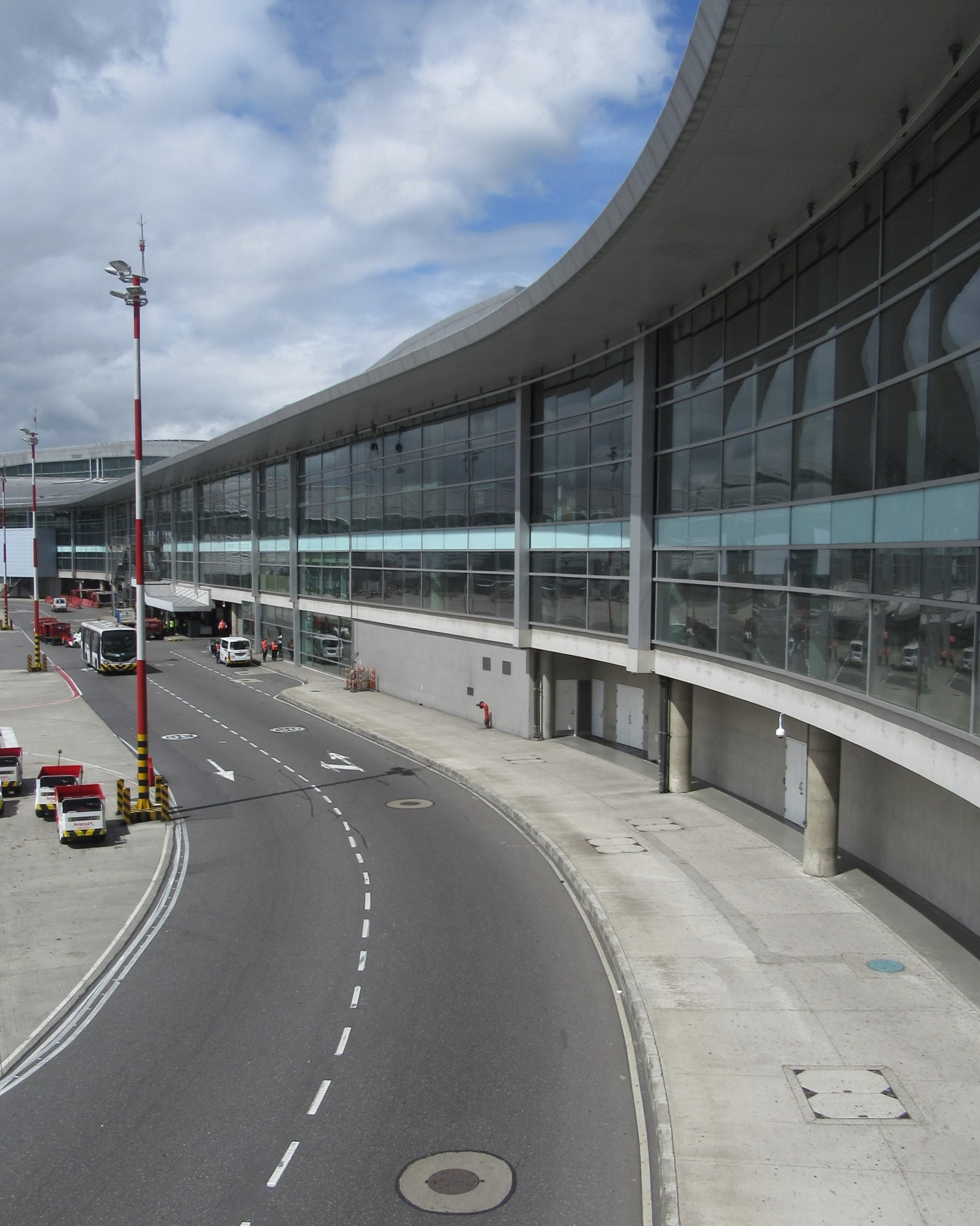
Muelle nacional de El Dorado.

En 1955 iniciaron las obras de la terminal aérea de pasajeros El Dorado (conocido como Aeropuerto El Dorado), ya que el general Rojas buscaba ampliar la capacidad con la que no contaba el Aeropuerto de Techo, el mayor del país en la época. En 1959 el gobierno civil inauguró el nuevo aeropuerto, que hoy es el más importante del país y uno de los más importantes de Suramérica.

#### Hospital Militar Central y Avenida El Dorado
Desde 1952 el gobierno venía adelantando las obras de construcción del Hospital Militar Central. El general Rojas dio importantes avances a la obra luego de tomar el poder en 1953, y finalmente fue inaugurada en la época de la democracia, en 1962. También desde 1952 se iniciaron las obras de ampliación de la calle 26 de Bogotá. El general Rojas buscó que las obras del nuevo aeropuerto se vincularan a las nuevas vías, y en 1958 se inaguruó la Avenida El Dorado, conocida también como La 26.

#### Otras obras
Completó el ferrocarril del Atlántico; la pavimentación de la mayor parte de las carreteras troncales del país (como la carretera Bogotá-Chía). Además de El Dorado, el gobierno militar inició la construcción de 18 aeropuertos más. También se dio ampliación a la red de acueductos, alcantarillado, avenidas y otras obras relevantes a nivel nacional. Rojas también inició la restauración del Observatorio Astronómico de Bogotá.

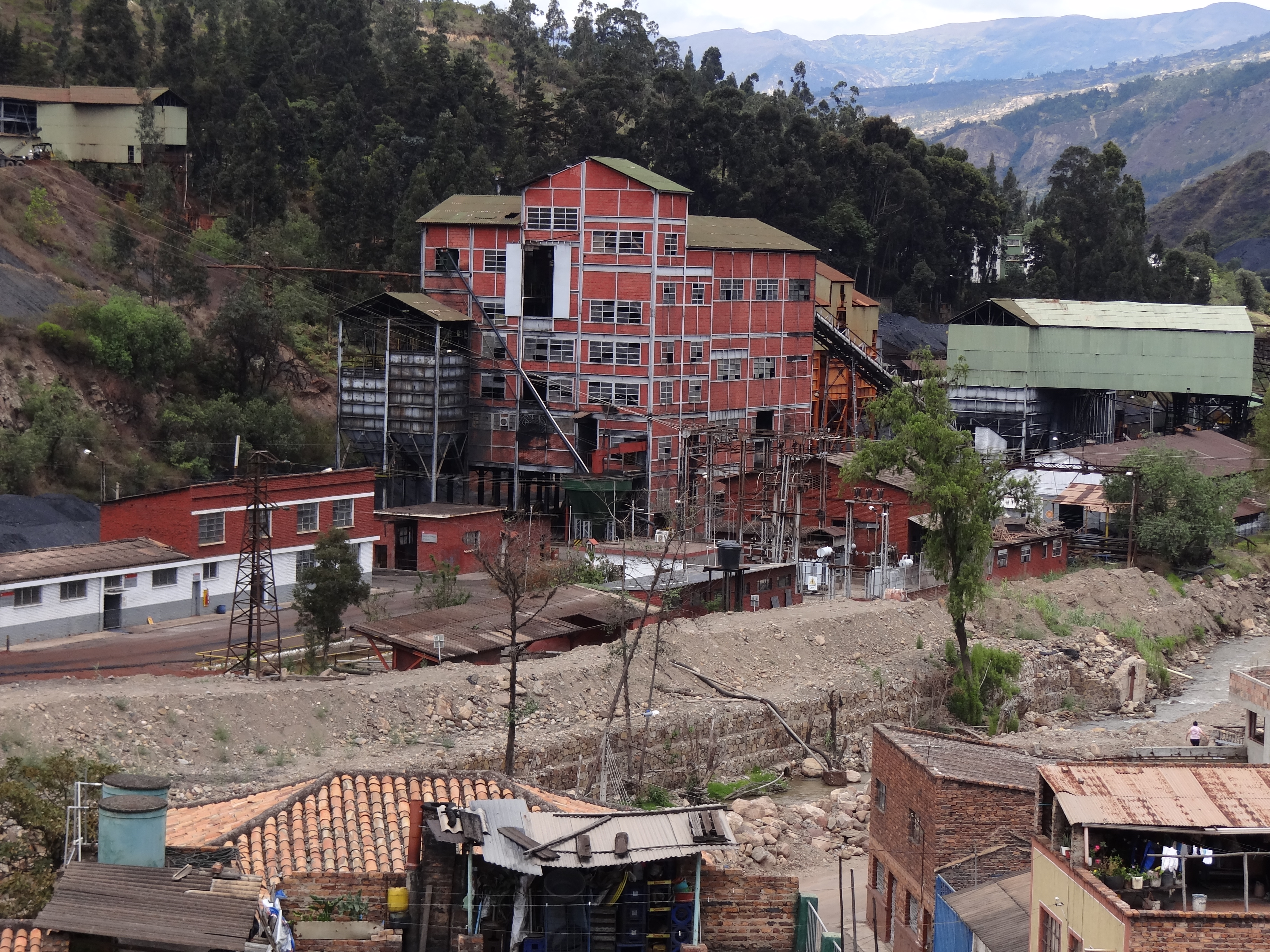
Edificio de Paz del Río.

En 1954 inauguró la empresa siderúrgica Acerías Paz del Río, cuya sede en el municipio de Nobsa, Boyacá, se venía construyendo desde 1948.El 28 de marzo de 1954, el general Rojas ordenó la construcción del Club Militar de Bogotá para el bienestar de los miembros activos y retirados de las fuerzas militares colombianas y sus familias, el cual fue terminado y entregado al Ministerio de Defensa el 13 de junio de 1956, dos años después del inicio del gobierno militar; el edificio tiene sede en Puente Aranda, y allí pernoctó el general De Gaulle en 1964, al no encontrarse en Bogotá una cama que tuviera el tamaño del presidente francés.
Mediante Decreto Nacional 2655 del 10 de octubre de 1953, el general Rojas ordenó la apertura de la Universidad Pedagógica de Colombia, que desde 1962 se conoce como Universidad Pedagógica y Tecnológica de Colombia. Las obras de su construcción iniciaron en 1954 y se inauguró en 1960.El 20 de julio de 1955, el gobierno militar inauguró el Estadio de fútbol Manuel Murillo Toro de Ibagué con el juego entre el local Deportes Tolima y Boca Juniors de Argentina, que inicialmente fue bautizado como Estadio Gustavo Rojas Pinilla.

### Junta militar de Gobierno (1957-1958)

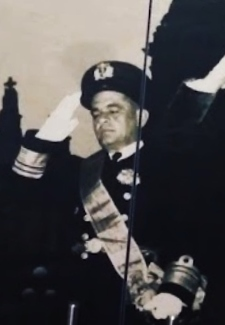
El Vicealmirante Piedrahíta el 20 de julio de 1958 como parte de la Junta Militar de Gobierno, fragmento, Museo Nacional de Colombia, Bogotá.

Luego de la renuncia del general Rojas, el 10 de mayo de 1957, el poder ejecutivo fue asumido por Junta Militar de cinco miembros llamados "los quíntuples", de carácter transitorio para completar el mandato de Rojas y llamar a elecciones libres. La Junta fue compuesta por el propio general Rojas. Según palabras del propio Piedrahíta, siendo el ministro de estado y no comandante de la Armada, no espera hacer parte de la Junta.
A esa sazón, Piedrahíta, como comandante de la Armada Nacional asumió la presidencia plural junto al ministro de defensa, mayor general Gabriel París; el director de la Policía, mayor general Deogracias Foncesa; el comandante del ejército, brigadier general Rafael Navas Pardo, y el director del servicio de inteligencia, brigadier general Luis Ernesto Ordóñez.
Piedrahíta fue el quinto presidente ingeniero en la historia de Colombia, siendo, en su orden, Pedro Nel Ospina, Mariano Ospina Pérez, Laureano Gómez y su antecesor, el general Rojas. Asumió el poder con 56 años de edad. Piedrahíta fue ascendido al grado de vicealmirante en 1958. La Junta tenía importante influencia de los postulados del Partido Conservador Colombiano, a pesar de que en Colombia, las fuerzas armadas son no deliberantes.

#### Fallido golpe de Estado de 1958
En la noche del 2 de mayo de 1958, a casi un año de la salida del poder del general Rojas, el comandante de la Policía Militar, coronel Fernando Botero, ordenó la retención de los miembros de la Junta Militar, al comandante del ejército Iván Berrío, y al candidato Alberto Lleras Camargo, y los condujo al Batallón Caldas, de Bogotá, con el fin de instalar nuevamente en el gobierno al general Rojas. El almirante Piedrahíta se salvó de la conjura porque no estaba en el Palacio presidencial ni en su residencia. 

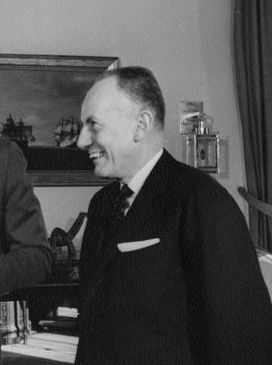
Lleras en 1958.

Piedrahíta se dirigió al Palacio de San Carlos, asumió la presidencia única temporal, y dirigió desde allí la operación de rescate de los otros miembros de la Junta. A pesar de las suspicacias que se generaron por la suerte de Piedrahíta, se supo por documentos que el general Ordóñez fue uno de los instigadores de la conjura, puesto que pretendía instalar un triunvirato con los generales Quintín Gustavo Gómez, Alberto Pauwels, y el coronel Luis María González, para entregarle el poder al general Rojas Pinilla.
Revertido el golpe, el quinteto regresó a sus funciones y el 7 de agosto de 1958 entregaron el poder al presidente electo Alberto Lleras, disolviendo así la Junta Militar. Por su parte, cada uno de los cinco miembros de la junta se retiró del servicio activo, luego que el 20 de julio de ese año, una vez instalado el Congreso que no sesionaba desde 1949, se aprobara el llamado a calificar servicios de los miembros de la junta, siendo la primera vez en la historia del país en que los militares se retiraban así mismos del servicio. 

### Últimos años y muerte
Rubén Piedrahíta Arango falleció en Bogotá, el 22 de agosto de 1979, a los 71 años; fue el primero de los cinco miembros de la Junta Militar en fallecer. Fue sepultado en el Cementerio Central de Bogotá, donde reposan actualmente sus restos.

## Familia
Rubén Piedrahíta Arango era hijo de Vicente Antonio Piedrahíta Piedrahíta y de su esposa, Rosa Albina Arango Gómez, siendo el menor de cinco hijos y el único varón; sus hermanas fueron Leonesa de Jesús, Gabriela, María de la Paz y Clara Ester Piedrahíta Arango. Recibía el apodo cariñoso de "Rubio", como diminutivo de su segundo nombre.ˈ

### Matrimonio y descendencia
Piedrahíta contrajo matrimonio el 4 de agosto de 1945 con Dora Clement Plata, hija de José Clement Sánchez y María Plata. Sus hijos fueron Dora Lucía, Ilse, Rosa María y Miguel Piedrahíta Clement. Su hija mayor nació en el Hospital Naval en Bethesda, Maryland, Estados Unidos. Su segunda hija se casó con un hijo del exministro colombo-británico Douglas Botero Boshell.

## Homenajes

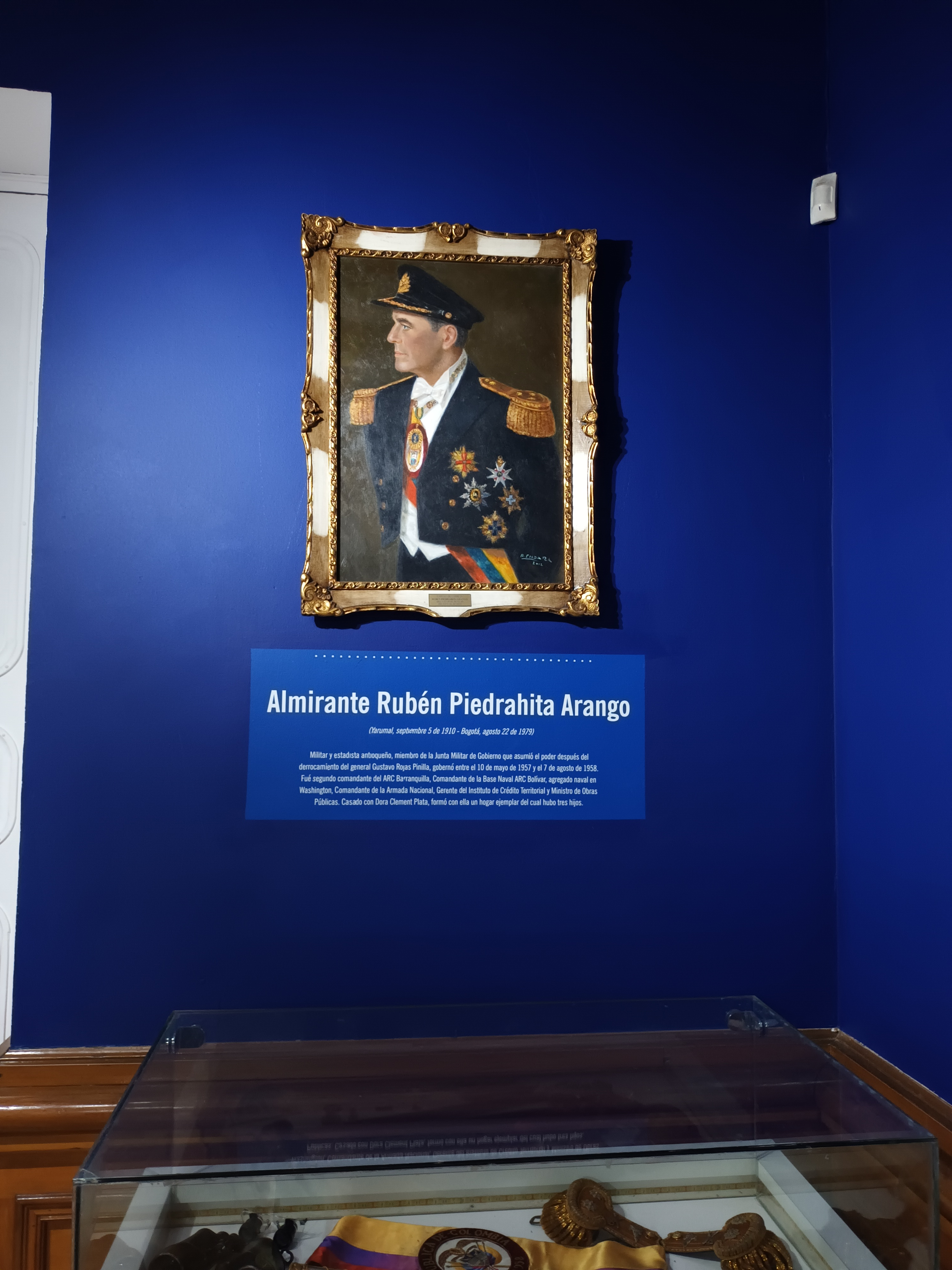
Retrato presidencial del Almirante Piedrahíta, Museo Militar de Colombia, Bogotá.

En Yarumal existe el Parque Recreativo Rubén Piedrahíta Arango. En el Club Naval de Cartagena, existe un salón de eventos llamado "Vicealmirante Rubén Piedrahíta Arango".
Por medio del Decreto 2105 de 1982, el gobierno del presidente Julio César Turbay Ayala ordenó que el puente entre Santuario y Puerto Triunfo, sobre el río Samaná, fuera renombrado como "Puente Almirante Rubén Piedrahita Arango".
En el Museo Nacional de Colombia, reposa un retrato suyo junto a los de los demás expresidentes de Colombia, el cual ha sido referente para la elaboración de los demás retratos elaborados en su honor. Por ejemplo, se elaboró una réplica por el artista ecuatoriano Marco Antonio Salas Yepes en 2011, que se encuentra en la galería de la Armada Nacional.
En el Museo Militar de Bogotá, Colombia, existe una sala dedicada a la historia y evolución de la Armada Nacional de Colombia. En una de las partes de la exhibición se encuentra un retrato al óleo de 2012 del AL. Piedrahíta, junto con una breve descripción de su vida y obra. También se exhiben objetos que portó Piedrahíta durante su paso por la Junta Militar de 1957, tales como su banda presidencial, presillas (bandas de gala de su uniforme que se colocaban en los hombros), binoculares, una daga y espadas ceremonciales, una moneda conmemorativa, sus condecoraciones como presidente y la emisión postal con su efige de 1995.